# Holocentrus rufus
Holocentrus rufus (Walbaum, 1792) è un pesce osseo marino appartenente alla famiglia Holocentridae,.

## Distribuzione e habitat
L'areale comprende le parti tropicali dell'oceano Atlantico occidentale tra la Florida meridionale e il Brasile compresi il mar dei Caraibi, il Golfo del Messico, le Bermuda e le Bahamas.
La specie è molto adattabile a livello ecologico, si incontra prevalentemente su fondi corallini o rocciosi costieri dai quali si sposta di notte su fondi sabbiosi o di alghe per alimentarsi.
Si incontra a profondità comprese fra 0 e 32 metri.

## Descrizione
L'aspetto generale è quello tipico degli Holocentridae : corpo affusolato, peduncolo caudale sottile, occhi molto grandi e muso appuntito. La bocca è grande e raggiunge il centro della pupilla. Una robusta spina è presente sul preopercolo. La colorazione è rossa con striature bianche longitudinali variamente marcate e talvolta scomposte in file di macchiette; possono essere presenti sui fianchi delle fasce più chiare indistinte. Una fascia bianca verticale è presente sull'opercolo e un'altra, suborizzontale, segue la mascella superiore fino alla spina preopercolare. Una caratteristica evidente che consente la distinzione da Holocentrus adscensionis, molto simile e presente nelle stesse aree è la presenza di una vistosa macchia bianca sulla punta di ogni raggio spinoso della pinna dorsale, che talvolta è attraversata da una striscia scura appena al di sotto.
La lunghezza massima raggiunge i 35 cm ma comunemente si ferma a 25.

## Biologia

### Comportamento
È notturno come tutti gli Holocentridae e passa le ore diurne in grotte e cavità oscure, spesso in gruppi. É un animale timido e difficile da avvicinare.

### Alimentazione
Si nutre di invertebrati bentonici come crostacei (gamberi, granchi, etc) e molluschi gasteropodi.

### Riproduzione
Avviene tra marzo e giugno. Le femmine raggiungono la maturità sessuale a 13,5 cm di lunghezza.

### Predatori
È riportata la predazione da parte di Aulostomus maculatus, Lutjanus jocu ed Epinephelus striatus tra i pesci e di Sterna fuscata tra gli uccelli.

## Pesca
Viene catturato con varie tecniche come bycatch ma, sebbene sia commestibile, è poco apprezzato e solo di rado commercializzato (ad esempio a Portorico). É sporadicamente presente sul mercato acquariofilo.

## Conservazione
Non sembrano sussistere minacce per questa specie che è comune in tutto l'areale; la lista rossa IUCN la classifica come "a rischio minimo".